# Mario Trevi (album 1975)
Mario Trevi, pubblicato nel 1975 su 33 giri, Stereo8 e Musicassetta, è un album discografico del cantante Mario Trevi.

## Il disco
L'album è una raccolta di brani di Mario Trevi, alcuni già incisi su 45 giri, altri inediti, per la casa discografica Presence con distribuzione della RCA Italiana. L'album contiene brani appartenenti ai generi musicali di giacca e di cronaca, ritornati in voga a Napoli negli anni settanta, che riporteranno in voga il genere teatrale della sceneggiata. La direzione degli arrangiamenti è del M° Tony Iglio.

## Tracce
1. 'O camiunista (Moxedano-Iglio)
2. 'O cassiere (Moxedano-Sciotti-Iglio)
3. Giuvanne 'o pazzo (Moxedano-Iglio)
4. 'O libanese (Moxedano-Iglio)
5. 'O mariuolo (Moxedano-Iglio)
6. 'A peccatrice (Moxedano-Iglio)
7. 'O metronotte (Moxedano-Iglio)
8. 'O poliziotto (Palumbo-Iglio)
9. 'O sceriffo (Moxedano-Iglio)
10. 'A causa (Crovella-Moxedano-Iglio)
11. 'O medaglione (Moxedano-Iglio)
12. 'O cumpagniello (Fiore-Festa)